# Джордж Данлоп
Джордж Данлоп (англ. George Dunlop, нар. 16 січня 1951, Белфаст) — північноірландський футболіст, що грав на позиції воротаря. Найбільш відомий за виступами в клубі «Лінфілд», у складі якого був десятиразовим чемпіоном Північної Ірландії та триразовим володарем Кубка Північної Ірландії, а також у складі національної збірної Північної Ірландії.

## Клубна кар'єра
Джордж Данлоп дебютував у дорослому футболі 1972 року в команді «Манчестер Сіті», втім у першій команді в офіційних матчах не грав. У 1973 році став гравцем команди «Гленторан», у якій за два роки провів 11 матчів у першості Північної Ірландії. У 1975 році Данлоп став гравцем клубу «Беллімена Юнайтед», за який за два роки зіграв 62 матчі.
У 1977 році Джордж Данлоп став гравцем клубу «Лінфілд», за який грав до 1991 року. У складі «Лінфілда» Данлоп став десятиразовим чемпіоном Північної Ірландії та триразовим володарем Кубка Північної Ірландії. У 1981 році він визнаний кращим футболістом Північної Ірландії. Після завершення виступів у «Лінфілді» Данлоп грав у низці нижчолігових північноірландських клубів, а пізніше кілька разів очолював північноірландський клуб «Бангор».

## Виступи за збірну
У 1982 році Джордж Данлоп уперше викликаний до складу національної збірної Північної Ірландії для участі в чемпіонаті світу в Іспанії, втім на чемпіонаті світу він був лише третім воротарем, і на поле не виходив. Дебютував у складі збірної у 1984 році в товариському матчі зі збірною Ізраїлю. До збірної викликався до 1979 року, провів у її формі 4 матчі, в яких пропустив 7 м'ячів.

## Титули і досягнення
- Чемпіон Північної Ірландії (10):

«Лінфілд»: 1977—1978, 1978—1979, 1979—1980, 1981—1982, 1982—1983, 1983—1984, 1984—1985, 1985—1986, 1986—1987, 1988—1989
- Володар Кубка Північної Ірландії (3):

«Лінфілд»: 1977—1978, 1979—1980, 1981—1982
- Найкращий футболіст Північної Ірландії: 1981